# Bánki Iván
Bánki Iván (Budapest, 1937. július 23. –) Balázs Béla-díjas magyar film- és tévérendező.

## Életpályája
Szülei Bánki Gyula (1908–1995) és Róth Sára (1914–1987) voltak. 1960–1962 között a Színház- és Filmművészeti Főiskola diákja volt Makk Károly és Máriássy Félix osztályában. 1978–1982 között művelődéspolitika és szociológia szakon szerzett diplomát. 1959-től 40 évig a Magyar Televízió munkatársa volt, ahol dokumentumfilmeket rendezett, majd zenei műsorokat készített. Portréfilmeket készített Arthur Rubinsteinről, Louis Armstrongról, Ella Fitzgeraldról, Yehudi Menuhinről, Vlagyimir Viszockijról. A hetvenes évek végétől televíziós pályafutása végéig a pesti kabaré történetének szisztematikus feldolgozásával foglalkozott. Legsikeresebb művei ekkor születtek. 1991–1992-ben a Magyar Televízió producere is volt. 1996 és 1999 között a szórakoztató főszerkesztőség vezetője volt. 1999 óta szabadfoglalkozású rendező.
1969-ben házasságot kötött Vetsey Ágotával. Két gyermekük született: Bánki Tamás LinkedIn szakértő (1971) és Bánki Dorottya (1972), előbbi révén két unokája van, míg az utóbbi révén három fiú unokával büszkélkedhet. Dániel 1998-ban, Sámuel 2000-ben, Joshua 2001-ben született, míg Marcell 2015-ben, Szófia Heléna 2016-ban.
Színházi rendezései
- Ágoston György: Nagyapáink kabaréja (1983)

## Filmjei
| - Randevú a Royalban - Pikáns kabaré - Ligeti legendák - Lehetetlen!? - Kern András-bohózatok - Hullám Izabella - Bűvös szék - Bikaviadal - Az élet szép, az élet minden - Amiről a pesti Broadway mesél - A pesti légionárius - A miniszterelnök - Három deci tisztán (1963) | - Porond és iskola (1973) - Falusi udvarlás (1975) - Képviselő úr (1979) - Egy ház a körúton (1979) - Gyilkosság két tételben (1987) - Szemben a Lánchíd oroszlánja (1995) - Aranyoskáim (1996) - Hofi tükre I.-II. (2002) - Kis Vuk (2008) (dramaturg) - Nézz vissza mosollyal - Nóti - Lőrincz Miklós - László Miklós |

## Díjai, elismerései
- Kiváló Dolgozó
- Szocialista Kultúráért
- Munka Érdemrend ezüst fokozat
- SZOT-díj (1985)
- Balázs Béla-díj (1998)

## Származása
| Bánki Iván (Budapest, 1937. júl. 23.) | Apja: Bánki Gyula (1949-ig Berkovics Gyula) (Miskolc, 1908. febr. 19.– Budapest, 1995. ápr. 11.) | Apai nagyapja: Berkovics Dávid (Borsod, 1879. aug. 19.– Budapest, 1959. febr. 26.) kereskedelmi utazó           | Apai nagyapai dédapja: Berkovics Mózes (Jakabfalu, 1829 – ?)  |
| Bánki Iván (Budapest, 1937. júl. 23.) | Apja: Bánki Gyula (1949-ig Berkovics Gyula) (Miskolc, 1908. febr. 19.– Budapest, 1995. ápr. 11.) | Apai nagyapja: Berkovics Dávid (Borsod, 1879. aug. 19.– Budapest, 1959. febr. 26.) kereskedelmi utazó           | Apai nagyapai dédanyja: Friedman Mária (Nagykinizs, 1836 – ?) |
| Bánki Iván (Budapest, 1937. júl. 23.) | Apja: Bánki Gyula (1949-ig Berkovics Gyula) (Miskolc, 1908. febr. 19.– Budapest, 1995. ápr. 11.) | Apai nagyanyja: Kohn Záli (Bódvavendégi, 1884. okt. 15.– Budapest, 1957. jan. 30.)                              | Apai nagyanyai dédapja: Kohn Lajos                            |
| Bánki Iván (Budapest, 1937. júl. 23.) | Apja: Bánki Gyula (1949-ig Berkovics Gyula) (Miskolc, 1908. febr. 19.– Budapest, 1995. ápr. 11.) | Apai nagyanyja: Kohn Záli (Bódvavendégi, 1884. okt. 15.– Budapest, 1957. jan. 30.)                              | Apai nagyanyai dédanyja: Grün Hani                            |
| Bánki Iván (Budapest, 1937. júl. 23.) | Anyja: Róth Sára (Budapest VI., 1914. dec. 6.– 1987. aug. 8.)                                    | Anyai nagyapja: Róth Móric (Budapest, 1885. okt. 8.– Budapest VIII., 1945. febr. 4.) magánhivatalnok, kereskedő | Anyai nagyapai dédapja: Róth Dávid                            |
| Bánki Iván (Budapest, 1937. júl. 23.) | Anyja: Róth Sára (Budapest VI., 1914. dec. 6.– 1987. aug. 8.)                                    | Anyai nagyapja: Róth Móric (Budapest, 1885. okt. 8.– Budapest VIII., 1945. febr. 4.) magánhivatalnok, kereskedő | Anyai nagyapai dédanyja: Róth Róza                            |
| Bánki Iván (Budapest, 1937. júl. 23.) | Anyja: Róth Sára (Budapest VI., 1914. dec. 6.– 1987. aug. 8.)                                    | Anyai nagyanyja: Grosz Golde (1885. ápr. 1.– Budapest XIII., 1942. febr. 22.)                                   | Anyai nagyanyai dédapja: Grosz Jónás                          |
| Bánki Iván (Budapest, 1937. júl. 23.) | Anyja: Róth Sára (Budapest VI., 1914. dec. 6.– 1987. aug. 8.)                                    | Anyai nagyanyja: Grosz Golde (1885. ápr. 1.– Budapest XIII., 1942. febr. 22.)                                   | Anyai nagyanyai dédanyja: Friedmann Janka                     |